# Alken (Allemagne)
Pour les articles homonymes, voir Alken.
Alken est une municipalité du Verbandsgemeinde Untermosel, dans l'arrondissement de Mayen-Coblence, en Rhénanie-Palatinat, dans l'ouest de l'Allemagne.

## Géographie

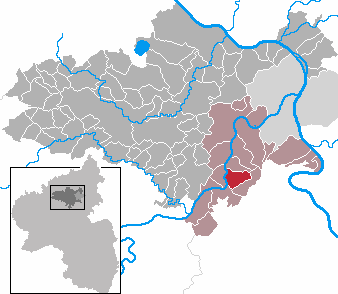